# Juan Arvizu
Juan Arvizu   (Santiago de Querétaro, 22 de maig de 1900 - Ciutat de Mèxic, 19 de novembre de 1985) cantant mexicà batejat com «El Tenor de la Veu de Seda». És reconegut com un dels principals tenors líric mexicans de la seva època que va cantar les composicions d'Agustín Lara i Maria Grever.

## Infantesa
Va néixer a la llar de Pere Arvizu i Trinitat Santelices. Cap a 1922 viatja a la capital mexicana on ingressa al Conservatori Nacional de Música per estudiar solfeig i harmonia sota la direcció del mestre José Pierson. Va fer el seu debut al Teatre Esperança Iris, en companyia de Consuelo Escobar i Ángeles Ottein; això va succeir en 1924. Dos anys després fa les seves primeres incursions discogràfiques per al segell "Brunswick" amb les cançons «Varita de nardo» i «Ventanita morada» de Joaquín Pardavé.

## Inicis artístics
Joan Arvizu va començar a cantar a l'Orfeó Infantil que dirigia Antonio González, en Querétaro.

Mentre ajudava al seu pare en el menester de telegrafista, Arvizu es dedicava en els seus temps lliures a l'estudi de el cant, especialment solfeig i harmonia, al Conservatori Nacional de Música. Els seus dots artístics van cridar l'atenció de diversos directors de música, entre ells el mestre José Pierson, que impulsaria la seva carrera. Juan Arvizu, com altres cantants de l'època, va començar a cantar en les òperes. Arvizu va debutar amb la companyia d'òpera Pierson, compartint escenaris amb la famosa soprano espanyola Angeles Ottein.
La seva primera actuació es va produir al Teatre Iris, amb l'opera La sonnambula de Vincenzo Bellini. Pepe Cantillo -qui dirigia una de les més cèlebres revistes de Mèxic- va incloure a Joan Arvizu en el seu elenc. Les seves apoteòsiques actuacions al teatre Líric van cridar l'atenció de la indústria fonogràfica. Per aquell temps la música popular s'obria camp. Artistes operístics, incursionaren en el món faranduler amb gran èxit. Joan Arvizu no va ser l'excepció, premsant la seva veu amb el segell discogràfic "Braunschweig" en 1928. La seva primera obra, Varita de nardo, del mestre Joaquín Pardavé, va causar una grata sensació en el públic. La "RCA Victor" el va incloure en la seva exquisida nòmina començant així una de les carreres més prolífiques de la música popular. El compositor Jorge del Moral li va confiar una de les seves obres, Por unos ojos. La versatilitat de la seva veu i les seves qualitats musicals li va generar el sobrenom de «El Tenor de la Veu de Seda». A partir d'aquest moment, Arvizu només va conèixer l'èxit.

## L'èxit
A causa de la seva popularitat, el 1930, l'emissora "XEW" va convidar a Joan Arvizu a inaugurar la seva primera transmissió radiofònica. No seria aquesta l'única vegada que el Tenor de la Veu de Seda tingués semblant reconocimiento. Arvizu tindria l'honor d'inaugurar altres emissores de renom; per exemple, el 1935, la "LR1, Ràdio el Mundo" de Buenos Aires, i el 1942, la "Cadena de les Amèriques" de la "Columbia Broadcasting" amb Alfredo Antonini - director de Pa American Orquestra i Elsa Miranda (vocalista porto-riquenya) i Terig Tucci (compositor argentí) i John Serry Sr. -acordionista nord-americà. El 1945, les seves actuacions a la xarxa de la "CBS" van ser escoltades per audiències de vint països llatinoamericans. Les seves actuacions també van ser transmeses a la Xarxa de Ràdio de les Forces Armades a membres de les Forces Armades dels Estats Units a Europa. Les seves actuacions amb lOrquestra Panamericana de la CBS també van ser notables per ajudar a introduir la música llatinoamericana i el bolero mexicà a grans audiències als Estats Units durant la dècada de 1940. Però un dels majors èxits de Joan Arvizu va ser el de descobrir a uns dels més grans compositors de Mèxic, Agustín Lara.
Durant les dècades dels vint i trenta, el tango era molt popular a Mèxic. Arvizu va estrenar moltes d'aquestes cançons a la revista musical de Pepe Cantillo. En una d'aquestes actuacions, el cèlebre cantant va contractar, perquè l'acompanyés, a un desconegut i bohemi pianista que treballava al mundà Cafè Salambo. Aquell pianista, amb les seves cançons arrabaleras, sensuals i sentimentals, va commoure a el ja famós Arvizu, qui, virtualment, el va llançar a la fama. Aquell personatge va ser Agustín Lara l'autor, entre altres temes, de Maria Bonita i Madrid. Les obres d'aquest compositor, que va immortalitzar Arivizu. A l'inici Agustín Lara era tanguista, però les seves obres no tenien l'acompanyament sumptuós de les orquestres tangueres així que les seves obres es classificaven dins el gènere de «cançó criolla». Les actuacions del duo Lara-Arvizu en la "XEW" van ser gairebé mítiques. L'estil musical de Lara va ser una reacció contra la invasió del tango argentí.
La fama de Juan Arvizu ja havia traspassat fronteres. En 1935, el cantant va realitzar la seva primera gira internacional. A Buenos Aires va inaugurar Ràdio el Mundo. Però la seva estada a l'Argentina que estava programada només per dos mesos es va estendre per any i mig. Va ser una temporada triomfal per a Juan Arvizu. Aquesta gesta es repetiria després quan va acabar el seu contracte a Nova York amb la "RCA Victor". Per a Juan Arvizu el millor any de la seva carrera va ser en 1944. Només a l'Argentina, el cantant va arribar a percebre 60.000 dòlars lliures. El públic es bolcava als escenaris, braseries i confiteries on Arvizu actuava.

## El cinema
El setè art també va comptar amb la presència de Juan Arvizu. Al participar en les pel·lícules Santa i Reir llorando les quals van ser produïdes a Mèxic. A Cuba, Arvizu va protagonitzar la pel·lícula més important de la seva carrera: Ahora seremos felices amb l'escultural i carismàtica artista porto-riquenya Mapy Cortés. El 1939, Arvizu ja estava en el zenit de la fama. Encara que l'argument de la pel·lícula era senzill, la cinta va aconseguir vendes fabuloses. Arvizu va cantar boleros de mestre Rafael Hernández. El 1940 va cantar en la pel·lícula Infidelidad amb l'actor Jorge Vélez. En la dècada de 1950 va cantar en pel·lícules biogràfiques sobre la compositora María Grever incloent: Cuando me vaya que va obtenir dos premis Ariel (1954) i O Grande Amor De Maria Grever.

## Discografia
Juan Arvizu va ser un dels cantants que més ha gravat en la història de la música llatina. Ell va estrenar obres dels més notables compositors llatins, entre ells l'argentí Mario Clavell, el porto-riqueny Rafael Hernández Marín, el xilè Donato Roman Heitman, el panameny Enrique Fàbrega, els colombians Carlos Vieco i Augusto Duque Bernal, i els mexicans Agustín Lara, Gonzalo Curiel i Gabriel Ruiz Galindo.
Arvizu va cantar a duo amb famosos artistes. Va gravar amb Margarita Cueto diverses cançons que van ser famoses. Amb Juan Pulido va gravar El último beso i amb Alfonso Ortiz Tirado, Negra linda. Arvizu també va ser acompanyat per les orquestres de més renom en l'època com ara la Marimba Panamericana, l'Orquestra de Chucho Zarzosa, l'Orquestra de Vieri Fidanzani, l'Orquestra de Francisco Lomuto, l'Orquestra d'E Vigil i Robles, l'Orquestra de Juan S. Garrido i moltes altres.

## Filmografia
- O Grande Amor De María Grever 1954 Leg - Juan Arvizu - Cantant en pel·lícula biogràfica (1954)[29]
- Cuando Me vaya - Juan Arvizu cantant (1954)[30][31]
- Infidelidad - Juan Arvizu - Cantant (1940)[32][33]
- Ahora Seremos Felices - Juan Arvizu - com Julio Acosta (1938)[34][35]

## Serpentina doble
Entre tants temes recordats, n'hi ha un actualment poc conegut, però que és commovedor: «Serpentina doble», que parla d'un noi que venia als carrers aquestes tires acolorides de paper, que després de patir un accident ocasionat pel vehicle conduït per un pierrot, mor en un hospital just quan el carnaval també moria. (Qui va escriure això, era un nen molt petit, quan escoltava cantar al seu pare a la llar provincià, aquell bell tema. Potser la nostàlgia sumada a la senzillesa de la seva lletra i música, l'han convertit en alguna cosa valuosa i familiar.).